# LET集團

太陽城集團標誌

LET集團標誌

LET集團（英語：LET Group）前稱太陽城集團（英語：Suncity Group），是一家綜合娛樂（此“综合娱乐”之意包括“赌博”）企業。，骨幹為LET集團控股有限公司（LET GROUP HOLDINGS LTD. 港交所：01383）。
2007年起發展包括“娱乐场贵宾厅”服務、科技丶博彩、電影、餐飲、金融、地產、拍賣、車業、奢侈品、旅遊、演唱會、及酒店管理顧問等多項業務。後來發展涵蓋貴賓（娱乐场贵宾厅）服務、影視娛樂、環球旅遊、餐飲體驗、奢華購物、酒店及度假村管理等六大領域的業務。

## 上市公司
2007年2月22日，鴻隆控股在香港交易所上市，集資5.17億港元。公司首日掛牌股價最高升至2.41港元，較招股價高出33%。
其後周焯華在2011年收購鴻隆控股，改名為太陽世紀集團，並於2017年改名太陽城集團控股有限公司（英語：SUNCITY GROUP HOLDINGS LIMITED）。 。
系內上市公司包括太陽國際、凱升控股、帝國環球、太陽娛樂。

## 業務發展
2007年太陽城集團開始貴賓（此“贵宾”是“娱乐场贵宾厅”的简写）服務涵蓋澳門至海外地區，提供預訂交通住宿、代辦旅遊簽證，到個人化行程安排、美食娛樂、奢華購物、專車接送等服務，並於2013年獲得SGS Qualicert 的國際服務認證及2018年獲得通用驗證「7星級服務認證」。
2011年，集團則開始電影製作發行。投資的電影作品包括《低俗喜劇》、《春嬌救志明》、《狂舞派》、《赤道》、《掃毒》、《賭城風雲》系列、《殺破狼 II》、《殺破狼‧貪狼》、《狂獸》、《湄公河行動》、及《紅海行動》等。
同年，太陽餐飲集團有限公司成立。旗下餐飲品牌包括「SKY 21」精緻歐亞美食及露天酒吧、「天潮」新派潮粵菜、「太陽飯店」傳統廣東菜、「火鍋俠」海鮮火鍋、「SKY Café」融合餐吧、「Bottles」酒館、「太陽冰室」茶餐廳、「狀元及第」點心麵食粥品、「Jam & Butter」手工歐包及輕食店。太陽餐飲2019年於成都和重慶開設八家餐廳，包括「峴港*越南料理」、「水班那*越南粉」、「班叩扣*傳統昭披耶河筷子粉」、「峴港*會安排檔」等品牌。同年榮獲「ISO 9001品質管理系統」及「HACCP 危害分析和關鍵控制點」國際標準認證。
2012年集團則開始涉足金融及地產業務，通過太陽國際金融集團提供一系列金融產品及服務，包括證券、期貨、基金、債券等買賣，以及保險、資產管理、投資移民等服務。而太陽世紀地產在中國發展住宅及大型商場。
2013年太陽國際拍賣行成立，為太陽國際集團屬下之聯營公司。於香港的拍賣企業，其業務範圍包括珠寶、名錶、中國書畫、當代及現代藝術、名釀等。
2014年，集團開始車及名貴禮品的業務。通過太陽國際車業引入各國名車，包括法拉利、瑪莎拉蒂等超級跑車。設全新名車銷售服務、原廠零件及保養維修服務。同年成立的太陽臻薈，是目前中國最大的國際名家精品集合品牌，品牌旗下擁有來自十多個國家和地區的設計師和製錶人。產品包括：古董珠寶、獨立製錶人腕錶、雕塑、古董鐘、收藏等。
2015年太陽旅遊成立，提供旅遊預訂服務，客戶可預訂交通運輸、住宿，更為客戶預訂全球大型演唱會及娛樂節目門票，同時提供特色餐廳訂座服務提供旅遊建議服務以至各項旅程安排。2019年推出手機應用程式「太陽行程Sun Trip」，提供一站式旅遊資訊和配套。
2016年集團開始演唱會的項目，通過太陽娛樂演唱會籌辦及策劃大型演唱會及綜合娛樂(此“综合娱乐”的意思是“包括赌博”)項目，於香港、內地、澳門、台灣、東南亞、歐洲、美加等地籌辦演唱會、娛樂表演及大型展覽活動。
2017年開始涉足酒店及綜合度假村管理。太陽城集團管理顧問有限公司，過去曾參與澳門五星級酒店及度假村的建設及管理工作。目前，正為越南及柬埔寨西港的綜合度假村提供管理顧問服務。集團亦將投資多個酒店項目，當中包括第一家投資興建的越南會安南岸綜合娛樂度假村，於2020年夏季試營、2021年開幕。另外還有俄羅斯海參崴水晶虎宮殿酒店、韓國釜山百樂達斯酒店、柬埔寨西港酒店及首個在澳門的酒店品牌項目等。
2019年收購日本沖繩縣宮古島的土地，擬建度假村酒店項目，並收購菲律賓上市公司Suntrust，發展馬尼拉Westside City Resorts World度假村項目。
2020年11月2日太陽城集團及凱升控股聯合公布，凱升透過收購全資擁有俄羅斯海參崴娛樂場酒店「水晶虎宮殿」的東雋兩位小數股東股權，增持「水晶虎宮殿」，由此前60%或可增加至約67.5%。
2022年7月更名為“LET集團”，業務重點改放在旅遊相關業務。

## 高層涉非法網上賭博及洗黑錢犯罪被捕
2021年11月27日，澳門特別行政區政府司法警察局公佈搗破一宗不法經營賭博洗黑錢犯罪集團，拘捕11人，並於11月28日下午2時舉行特別新聞發佈會公佈詳情。 司警公佈其中案中為首的被拘留人姓周，47歲，澳門居民，報稱為商人，傳媒和民間大多數指出是周焯華本人。 另外十名疑犯包括為八男兩女，分別姓司徒、姓張（兩人）、姓馬、姓梁、姓何（女）、姓呂、姓周、姓王及姓黃（女），年齡介乎三十至五十七歲，各人均為高級行政人員，澳門居民。
案情指，司警自2019年8月已知道以周姓本地商人為首的犯罪集團，在海外架設博彩網站招攬中國大陸人士賭博，同時透過旗下澳門賭廳及地下錢莊轉移和“洗白”贓款，司警於2020年4月成立專案跟進。經警方自主搜證調查，於2021年11月27日清晨採取行動到皇朝區某商業大廈及路環多個單位搜證，期間搜出大批電腦、伺服器、移動儲存裝置及三百萬現金。調查期間，涉案十一名男女承認開設網站及相關電投活動犯罪，但對其他問題拒絕合作。警方以犯罪集團、不法經營賭博及清洗黑錢罪落案起訴各人，移交檢察院跟進。司警指案件由於有關證據及資料較多，涉案金額仍在點算中，而相關證據仍在調整中，不排除有更多人被捕。 至於該案件會否與周焯華被溫州市檢察部門批補案有關？司警表示無相關資料比對，強調該案件是自主搜集情報作出偵查，局方一直以情報主導偵查為首，亦與世界各地的警方合作去收集不同的犯罪情報，但手頭上無相關資料比對。涉及澳門境內犯罪的案件稍後會移送檢察院偵辦，一切按澳門法律及法規進行，有後續調查會再次公佈。
2021年11月28日晚上，太陽娛樂集團發出公告，注意到公司1名控股股東周焯華被澳門司警調查，董事會強調事件屬周焯華個人事務，並無對集團財務狀況、業務或營運產生任何重大影響。
由於相關案件哄動，引起大中華地區媒體連日作出相關報道，大批澳門本地或部分中國大陸媒體都紛紛前往司警局總部進行相關報道；另外由於受疫情防控措施影響，大部分香港傳媒未能派出人員前往採訪該案件。隨後周某等涉案11人被移送至檢察院徵辦，經過長達14小時的通宵偵訊後，到11月29日清晨將周某博彩中介人採取羈押強制措施，即時送往位於路環的澳門監獄。
2021年11月29日晚上，澳門檢察院發出新聞稿，指該案件「考慮該等犯罪對本澳博彩業的合法經營和對本澳金融秩序的穩定產生嚴重影響和衝擊，為防止相關嫌犯逃脫，刑事起訴法庭接納承辦檢察官的建議，對案中周姓等五名嫌犯依法採用羈押強制措施」。又指，對另外六名嫌犯分別採取提供身份資料及居所書錄、繳納擔保金、定期報到以及禁止離境等強制措施。檢察院據案情指該團伙涉嫌以澳門為基地，「在菲律賓架設一個非法網絡直播投注平台，透過『直播場景』吸引內地居民為主要客源進行巨額網上非法賭博，並利用本澳的公司帳戶，透過地下錢莊轉移不法所得。」又指，檢察院會繼續對案件進行後續偵查措施。
2021年11月30日，太陽城集團發出公告，指周焯華表示有意辭任太陽城集團控股有限公司董事會主席及執行董事的職務。公告強調，除周焯華外，公司或其任何附屬公司或集團任何成員公司董事、高級職員或員工概無遭受與事件相關任何調查或檢控。又指集團依賴周焯華及其關聯公司的財務支援，一旦集團（不論出於任何理由）失去周焯華的支持，集團財務狀況、業務及營運將受到負面影響。
2021年12月1日晚上，太陽城集團發出公告，指集團董事會宣佈已收到來自周焯華的函件，內容有關其辭任董事會主席及執行董事的職務，自12月1日起生效，原因為鑒於針對周焯華的待決法律程序，其辭任將符合本公司的最佳利益，同時可讓他投放更多時間於私人事務。周焯華已與董事會確認，其與董事會並無意見分歧，亦無有關其辭任的任何事宜須提請該公司股東垂注。另外已向香港交易所申請恢復股份買賣，於12月2日上午9時起生效。
內地有關部門經查證，指周氏持有一系列影子公司，而這些公司是涉及地產丶資產管理業務，相信周氏用這個企業家族形成地下金融系統，為其非法網上賭博提供洗錢平台。
2021年11月30日，在香港交易所掛牌的太陽城集團 （01383） 和其他太陽城系內股份於當天復牌，股價全線急挫。網上亦流傳消息指該集團所有賭廳於12月1日起將暫停營業，全部場面員工將停薪留職至另行通知。 該集團其後向澳廣視新聞查詢回覆中證實，除了銀河渡假村與星際酒店內的兩個貴賓廳會繼續營運外，其他貴賓廳暫停運作，這是與各大博企協商作出。太陽城集團同時澄清沒有推出停薪留職措施，由於涉及有貴賓廳停業，因此稍後將有相應架構調整。另外，銀河娛樂集團發言人在同日表示，由於該特殊事件於2021年11月27日才發生，正密切跟進有關情況，如有進一步消息會適時公佈。隨後，銀河娛樂集團發言人證實位於澳門銀河與星際酒店兩個該集團的貴賓廳於12月1日凌晨0時起關閉，隨後該集團也證實相關事宜，該集團位於澳門的所有貴賓廳也同時關閉。
2021年12月1日，在香港交易所掛牌的太陽城集團 （01383）再次停牌，待發出有關太陽城博彩中介一人有限公司於澳門進行的貴賓(此“贵宾”是“娱乐场贵宾厅”的简写)業務的新聞報道且內容構成公司內幕消息之公告。至於太陽城系股價繼續下跌。
2022年9月15日太陽城集團（1383）主席及控股股東盧衍溢應證監裁決提價，以每股0.069元提出全購股份，變相較最初全購價0.0029元加價約23倍，但較8月12日停牌前股價0.17元仍折讓近6成。

## 外部連結
- 太陽城集團官方網站 （页面存档备份，存于）
- 太陽娛樂文化 （页面存档备份，存于）
- 太陽旅遊 （页面存档备份，存于）
- 太陽餐飲集團有限公司 （页面存档备份，存于）
- 太陽世紀集團 （页面存档备份，存于）
- 越南會安南岸綜合娛樂度假村 （页面存档备份，存于）
- 俄羅斯海參崴水晶虎宮殿酒店 （页面存档备份，存于）